# سرب الجليل
سرب الجليل (بالعبرية: טייסת הגליל، تايسيت هاغليل) كان وحدة جوية أسسها اليشوف خلال حرب 1948 العربية الإسرائيلية لمساعدة المجهود الحربي الإسرائيلي في شمال فلسطين. كان السرب في البداية كان جزءاً من شيروت آفير، الذراع الجوي للهاغاناه، واستوعبته لاحقاً القوات الجوية الإسرائيلية الناشئة عند تشكيلها في 28 مايو 1948. خدمت الوحدة طوال الحرب، وبعد ذلك دُمجت مع العديد من الوحدات الأخرى لتشكيل السرب 100 التابع للقوات الجوية الإسرائيلية.

## تاريخه

### التشكيل والعمليات الأولية
أعلنت قيادة اليشوف عن إنشاء شيروت آفير (الخدمة الجوية) في 10 نوفمبر 1947، مع القرار الوشيك بتقسيم فلسطين واحتمالية تزايد المواجهات العنيفة مع الجيران العرب. وذلك باستخدام مجموعة من الطائرات الخفيفة من سدي دوف خارج تل أبيب، قدمت شيروت آفير رحلات إمداد واتصالات ومراقبة وإجلاء طبي، وشاركت أحياناً في القتال.
لم يتمكن السرب الوحيد لشيروت آفير في تل أبيب من تلبية جميع الاحتياجات العملياتية مع اشتداد القتال في جميع أنحاء المنطقة في أوائل 1948. سرعان ما نُشرت مفارز جديدة في النقب والجليل، حيث بدأت العديد من الطائرات في العمل من المهابط السابقة لسلاح الجو الملكي في محنايم لدعم لواء جولاني المشكل حديثاً. عندما نقل اللواء مقره إلى يفنيئيل، نُشرت ثلاث طائرات لشيروت آفير في مهبط طائرات بُني هناك. انضمت طائرتا أوستر اوتوكرات، وثلاثة طيارين وميكانيكيين اثنين، لقسم الجليل التابع لشيروت آفير، تحت قيادة بيساح تولشينكي في 4 أبريل 1948. وفي 25 أبريل، أُعلنت الوحدة رسمياً على أنها السرب الثالث لشيروت آفير ومُنحت نداء «لافي» (أسد).
انخرط السرب في العمل في نفس يوم تشكيله. شهد أوائل عام 1948 موقفاً دفاعياً لليشوف، حيث سيطرت القوات العربية على الطرق وهاجمت وسائل النقل اليهودية. في 4 أبريل، مع تعرض مشمار هعيمق للهجوم من جيش الإنقاذ بقيادة فوزي القاوقجي، حلق السرب في طلعاته الأولى، مع مراقبي جولاني على متن الطائرات. بعد ثلاثة أيام، أسقط ذخيرة للكيبوتس المحاصر، وشهد في 9 أبريل أول مهمة قتالية له، حيث أسقط قنابل محمولة باليد على المدفعية السورية لقوات القاوقجي. في المجمل، نفذ حوالي اثنتي عشرة طلعة جوية خلال معركة مشمار هعيمق. كانت المعركة، التي صُد فيها جيش الإنقاذ ونجح الاستيلاء على القرى الفلسطينية المجاورة، بمثابة إشارة إلى تغيير في سياسة القوات اليهودية في الشمال، والتي انتقلت بعدها إلى الهجوم.
ساعدت طائرات أوستر اوتوكرات قوة الهاغاناه يوم 27 أبريل في السيطرة على حصن تيغارت الذي أخلاه البريطانيون في سمخ. اشتدت حدة القتال مع اقتراب نهاية الانتداب البريطاني على فلسطين. نفذ السرب 180 طلعة جوية خلال النصف الأول من شهر مايو، بمعدل أربع طلعات لكل طيار في اليوم وما يصل إلى تسع طلعات. تضمنت هذه الطلعات في الغالب عمليات استطلاع وإجلاء طبي ورحلات إمداد، ولكنها تضمنت أيضاً مهام قتالية. في 1 مايو، تعرضت مستوطنة (موشاف) راموت نفتالي للهجوم من قبل قوات جيش الإنقاذ التي فاقت عدداً وتسليحاً المدافعين اليهود البالغ عددهم 45. جاء سرب الجليل لمساعدة راموت نفتالي، إبان بدء عملية يفتاح ومعارك صفد، حيث لم تكن هناك قوات برية متاحة لتقديم الدعم. حيث نفذ تسع طلعات قصف وقصف منخفض ضد القوات المهاجمة؛ وتعرضت طائراته لأضرار جسيمة من النيران الأرضية، لكنه أجبر العرب على الانسحاب وأنقذ الموشاف.

### حرب فلسطين 1948

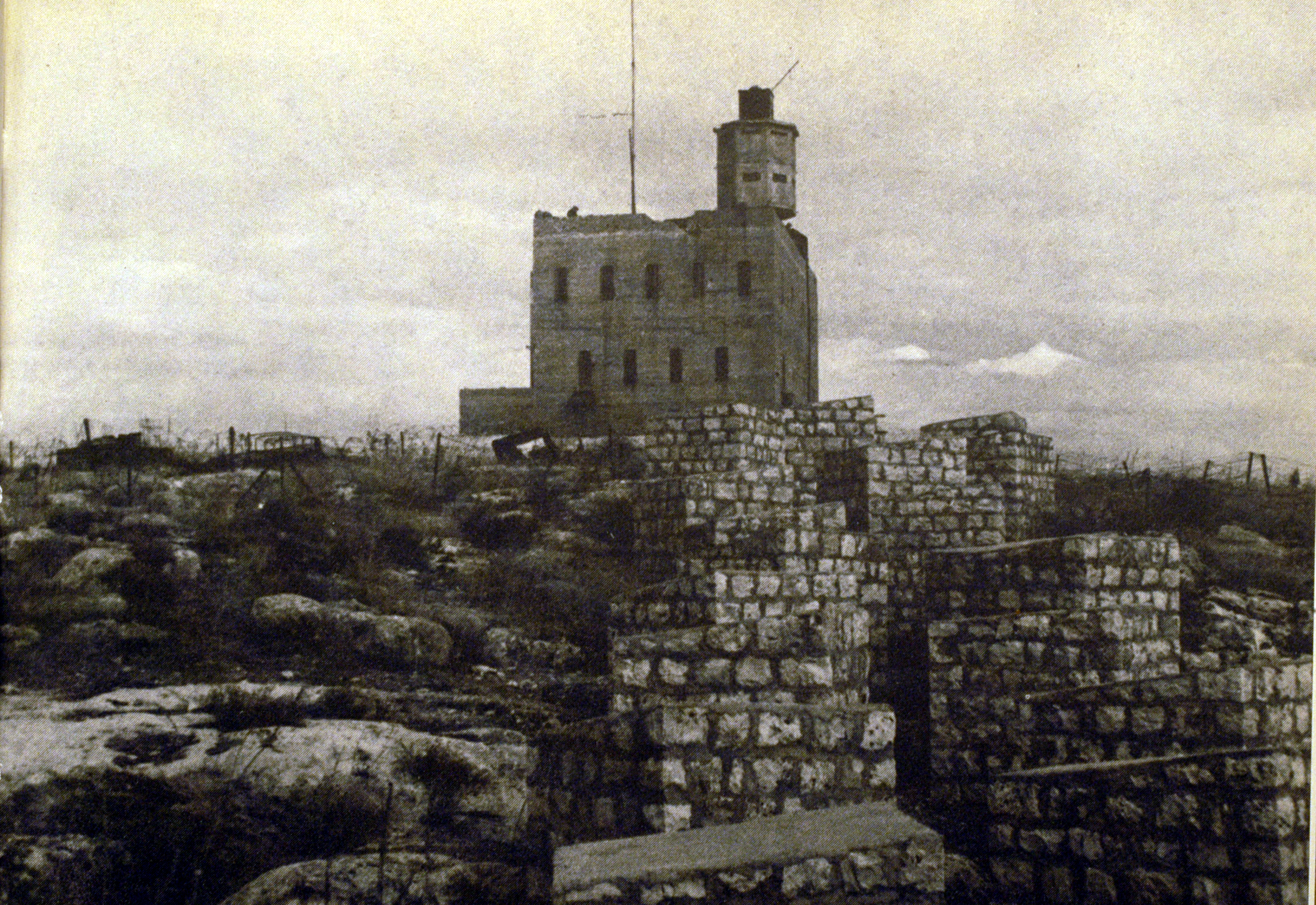
حصن النبي يوشع، 1948

دخلت عدة جيوش عربية أرض فلسطين بعد إعلان استقلال إسرائيل في 14 مايو 1948. تحتم على سرب الجليل الذي كان يواجه جيش الإنقاذ والقوات الفلسطينية غير النظامية حتى ذلك الحين، مواجهة الجيوش اللبنانية والعراقية والسورية أيضاً حينئذ. في 14 مايو، شارك السرب في المعركة بين الجيش اللبناني والبلماح من أجل المالكية، والتي سقطت في أيدي اللبنانيين. في الليلة التالية، دخل السرب في معركة ضد القوات العراقية العاملة في غور الأردن. حاولت طائرة أوتوكرات قصف جسر عبر نهر الأردن، أثناء تحليقها بين النيران الناجمة عن القصف السوري لمسعدة وشعر هاجولان [الإنجليزية]، لكنها أصابت بدلاً من ذلك خزانات وقود شركة نفط العراق، مما تسبب في تحطم الطائرة تقريباً في الانفجار الناتج. شهد يوم 16 مايو مساعدة السرب للبلماح في الاستيلاء على حصن النبي يوشع [الإنجليزية]، الذي صدّ بالفعل هجومين في أبريل. ألقت طائرات أوتوكرات وفيرتشايلد أرغوس التابعة للسرب قنابل حارقة على الحصن، لكنها ألحقت أضراراً ضئيلة. ومع ذلك، تخلى المدافعون اللبنانيون عنه بحلول الصباح لتعزيز المالكية.
شمل الهجوم العربي احتمالية حدوث مواجهات مع القوات الجوية السورية. والتي على الرغم من عدم قوتها كفاية، نشرت طائرات نورث أمريكان هارفارد وأفرو أنسون في أدوار هجوم وقصف. وكانت كلتاهما متفوقة على الأنواع العاملة بسرب الجليل. وقد حاولت طائرات هارفارد السورية مرتين، في 17 و19 مايو، إسقاط طائرات سرب الجليل الخفيفة. في أعقاب الحادث الأخير، اضطر السرب إلى الانتقال إلى محناييم بعد أن تتبعت طائرة هارفارد سورية فريستها لاكتشاف المطار في يفنئيل. ولكن سرعان ما تعرضت محناييم للهجوم من قبل طائرات هارفارد والمدفعية السورية أيضاً. وتحرك السرب إلى رامات ديفيد في 9 يونيو. ومع ذلك، استمرت العمليات بوتيرة سريعة، دون توقف في القتال على عدة جبهات.
عاد السرب إلى المالكية في 29 مايو لخوض المعركة الثانية في القرية. وعلى الرغم من نجاح الهجوم، فإن القرية سقطت في أيدي القوات اللبنانية مرة أخرى في 5 يونيو. وقد تغير حوزتها عدة مرات أخرى حتى استولت عليها القوات الإسرائيلية أخيراً. وشهد أواخر مايو وأوائل يونيو أيضاً دعم السرب للقوات الإسرائيلية العاملة في محيط جنين. بتنفيذ مهام قصف ضد مركز الشرطة المحلي، على الرغم من أن القوات الإسرائيلية أُجبرت في النهاية على الانسحاب. ساعد السرب في صد هجوم جيش الإنقاذ على بلدة سجرا وقصف قرية لوبيا القريبة، قبل وقت قصير من سريان الهدنة الأولى في الحرب في 11 يونيو.

### الأدوار اللاحقة
سمحت الهدنة الأولى لكلا الجانبين بإعادة التجمع والتعافي. على الجانب الإسرائيلي، تحولت المؤسسات التي كانت قائمة قبل الدولة إلى وكالات للدولة. وشهدت الهدنة تحول القوات الجوية الإسرائيلية، التي تأسست رسمياً في 28 مايو، إلى قوة قتالية شاملة. واستوعبت قوة شيروت أفير في هذه المنظمة الجديدة، وأٌعيد تنظيمها، مع الحصول على طائرات مقاتلة وأفراد مجنديين. كما تلقى سرب الجليل معدات وأفراد جدد، واستغل الهدوء في القتال لإجراء الاستطلاع في جميع أنحاء الشمال. وعاد إلى يفنئيل في 19 يونيو.
عندما استؤنف القتال في 9 يوليو، كانت الأهداف الأساسية لإسرائيل هي طرد جيش الإنقاذ والقوات السورية من الجليل. وهكذا بدأت قوات الجيش الإسرائيلي في تنفيذ عمليتين، ديكل (شجرة النخيل) في الجليل الشرقي وبروش (السرو) في الغرب، مع دعم السرب لكليهما. نفذ سرب الجليل 91 طلعة قصف وأسقط ستة أطنان من القنابل في الأيام العشرة من القتال التي استمرت حتى دخول الهدنة الثانية حيز التنفيذ في 18 يوليو.
واستمرت الهدنة الثانية في الحرب حتى أكتوبر 1948. وقضى السرب هذا الوقت في تكثيف رحلات التدريب والاستطلاع. كما جرى ترقية مطار يفنيئيل، الذي كان لا يزال مهدداً من قبل القوات الجوية السورية، بتركيب أول مدافع مضادة للطائرات وطائرات وهمية. استؤنف القتال في الجليل في 22 أكتوبر بهجوم شنه جيش الإنقاذ على مانارا والجبال المطلة على إصبع الجليل. فشلت القوات الإسرائيلية، بدعم من سرب الجليل، في طرد جيش التحرير الفلسطيني من الأراضي التي احتلها. ومع ذلك، في 29 أكتوبر، شنت القوات الإسرائيلية عملية حيرام، والتي دفعت جيش الإنقاذ الفلسطيني إلى لبنان وأعلنت نهايته فعلياً. بدأت عملية حيرام بهجمات جوية للقوات الجوية الإسرائيلية على قرى رئيسية ومواقع لجيش الإنقاذ الفلسطيني في الجليل الأعلى، على الرغم من أن هذه الهجمات نفذتها الطائرات الإسرائيلي الأثقل، مثل طائرات بي-17 التابعة للسرب 69 وطائرات سي-47 التابعة للسرب 103، فقد نفذ سرب الجليل ثماني طلعات قصف خلال العملية التي استمرت يومين، بالإضافة إلى مهام الاستطلاع وإسقاط المنشورات.
دفع قدوم الشتاء والحالة السيئة لمطار يفنئيل السرب مرة أخرى إلى الانتقال إلى رامات ديفيد في أواخر نوفمبر 1948. بعد شهر، قررت القوات الجوية الإسرائيلية حل سربي الجليل والنقب، حيث حل محلهما سربان يستخدمان طائرات أكثر كفاءة. انتقل السربان إلى تل نوف حيث دُمجا مع سرب تل أبيب لتشكيل السرب 100 «الجمل الطائر» التابع للقوات الجوية الإسرائيلية. انحل سرب الجليل رسمياً في 28 يناير 1949..

## إحياء ذكرى السرب
يوجد نصب تذكاري لسرب الجليل وأفراده في حديقة غورين في يفنئيل.

## قادة السرب
- بيساح تولشينكي (6-21 أبريل 1948)
- دانيال بوكشتاين (21 أبريل - 10 مايو 1948)
- موشيه فيلدمان (10 مايو - 6 أغسطس 1948)
- نحوم رابوبورت (6 أغسطس - 17 نوفمبر 1948)
- حاييم جولدمان (17-30 نوفمبر 1948)
- يوسف شتاينمان (30 نوفمبر 1948 - 17 يناير 1949)
- أهارون بيران (17-30 يناير 1949)[27]

## الطائرات العاملة في السرب
- تايلور كرافت بي إل [الإنجليزية]
- أوستر إيه أو بي 5  [الإنجليزية]
- أوستر جيه 1 أوتوكرات
- فيرتشايلد إف 24 آر أرغوس

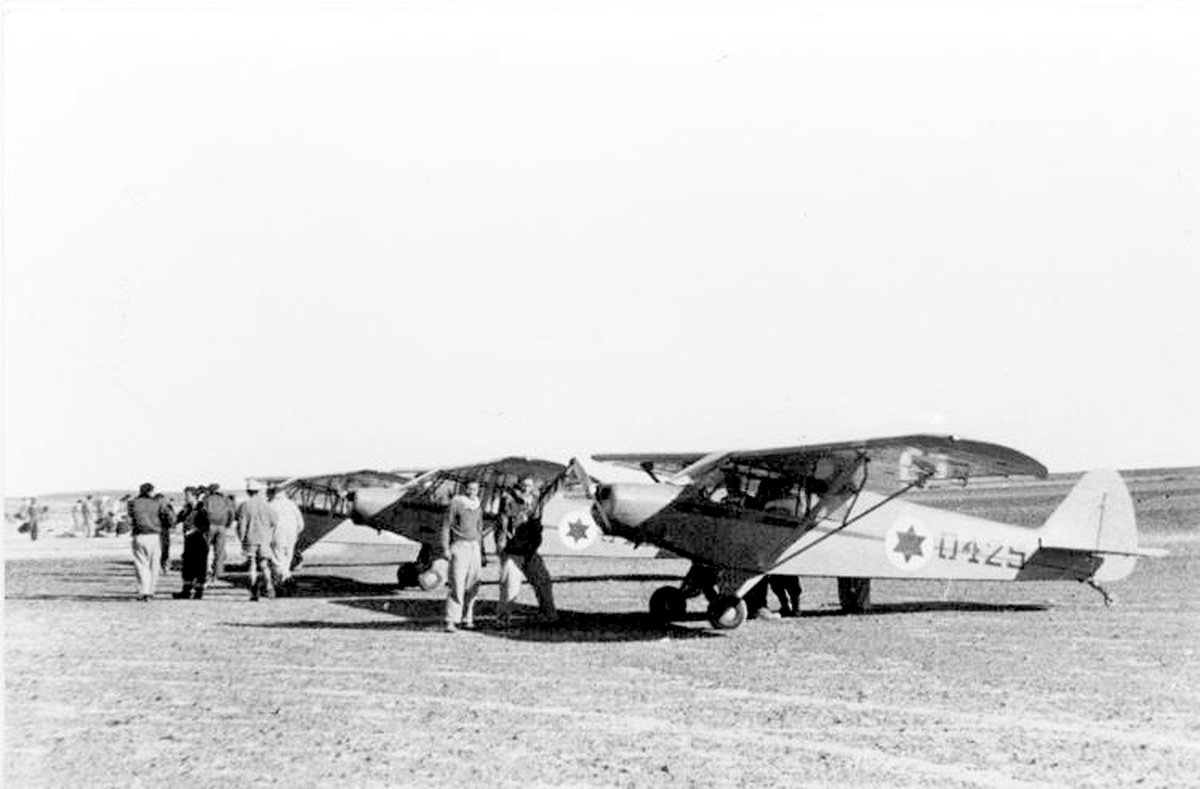
طائرة إسرائيلية من طراز بايبر بي إيه-11 كاب سبيشال، مارس 1949 في النقب

- بايبر بي إيه-11 كاب سبيشال [الإنجليزية]

### الاستشهادات
1. ↑  Norton 2004, p. 10
2. ↑  Aloni 2001, pp. 6–8
3. 1 2  Hartoch 1999, pp. 50–51, 57
4. ↑  Karsh 2008, pp. 37–38
5. 1 2  Hartoch 1999, pp. 59–60
6. ↑  Shapira and Abel, pp. 193–194
7. ↑  Hartoch 1999, pp. 62–69
8. 1 2  Hartoch 1999, pp. 76–80
9. 1 2  Hartoch 1999, pp. 71–74
10. ↑  Morris 2008, p. 259
11. 1 2  Norton 2004, p. 74
12. ↑  Nicolle، David (2003). "Syria's Fighting Texans". acig.org. مؤرشف من الأصل في 2014-01-03. اطلع عليه بتاريخ 2011-10-10.
13. 1 2 3  Hartoch 1999, pp. 83–91
14. ↑  Hartoch 1999, p. 82
15. ↑  Morris 2008, p. 263
16. ↑  Norton 2004, p. 12
17. ↑  Hartoch 1999, pp. 99–104
18. ↑  Morris 2008, p. 278
19. ↑  Hartoch 1999, pp. 107–115
20. ↑  Hartoch 1999, pp. 116–119
21. ↑  Morris 2008, pp. 338–340
22. ↑  Karsh 2008, p. 66
23. ↑  Morris 2008, pp. 341–349
24. ↑  Hartoch 1999, pp. 126–132
25. ↑  Hartoch 1999, pp. 132–133
26. ↑  Myasnikov، Avinoam. אנדרטה לנופלי טייסת הגליל (بالعبرية). sky-high.co.il. مؤرشف من الأصل في 2013-10-10. اطلع عليه بتاريخ 2012-06-12.
27. ↑  Hartoch 1999, p. 185

### الكتب
- Aloni، Shlomo (2001). Arab-Israeli Air Wars. Combat Aircraft. UK: Osprey. ISBN:978-1-84176-294-4. مؤرشف من الأصل في 2016-05-20.
- Hartoch، Noam (1999). The Galilee Squadron during the War of Independence (بالعبرية). עמותת חיל-האויר. ISBN:965-90229-0-5.
- Karsh، Efraim (2008). The Arab-Israeli Conflict: The 1948 War. The Rosen Publishing Group. ISBN:978-1-4042-1842-0. مؤرشف من الأصل في 2023-11-14.
- Morris، Benny (2008). 1948: a history of the first Arab-Israeli war. Yale University Press. ISBN:9780300126969. مؤرشف من الأصل في 2023-11-18.
- Norton، Bill (2004). Air War on the Edge – A History of the Israel Air Force and its Aircraft since 1947. Surrey, UK: Midland Publishing. ISBN:1-85780-088-5. مؤرشف من الأصل في 2024-09-25.
- Shapira، Anita؛ Abel، Evelyn (2008). Yigal Allon, native son: a biography. University of Pennsylvania Press. ISBN:978-0-8122-4028-3. مؤرشف من الأصل في 2023-11-08.